# Brad Bird
Phillip Bradley Bird (nascido em 11 de Setembro de 1957 em Kalispell, Montana) é um diretor animador norte-americano premiado pelo Academy Award, conhecido por ter escrito e dirigido o filme de 1999 da Warner Bros.The Iron Giant e o sucesso The Incredibles de (2004); e ainda, Ratatouille, em (2007) da Disney/Pixar.

## Biografia
Bird começou seu primeiro desenho animado com 11 anos, e o terminou com 13. O filme chamou a atenção da Walt Disney, onde, com 14 anos, Bird foi treinado por Milt Kahl, um dos animadores legendários da Disney, conhecidos coletivamente como "Os Nove Anciões", em uma tradução literal de Nine Old Men. Bird se formou na Corvallis High School e depois de um intervalo de três anos, cursou a faculdade de California Institute of the Arts, onde ele conheceu o futuro co-fundador da Pixar e diretor de cinema John Lasseter. Formou-se e eventualmente conseguiu um emprego na Disney, mas saiu pouco tempo depois de trabalhar em The Fox and the Hound em 1981. Bird foi contratado em 1989 pela Klasky Csupo e ajudou a desenvolver The Simpsons de curtas de um minuto de The Tracey Ullman Show em uma série de meia-hora por episódio. Trabalhou lá por mais alguns anos como um consultor executivo. Trabalhou em várias outras séries de televisão, incluindo The Critic e King of the Hill antes de ser contratado pela Warner Bros. para dirigir o desenho-animado The Iron Giant. Mesmo recebendo ótimas críticas, o filme não foi um sucesso de bilheteria. Bird foi eventualmente contratado por seu amigo John Lasseter para criar The Incredibles (no qual também representou a voz da estilista Edna Mode).
Bird é também o criador (escritor, diretor, e co-produtor) de Family Dog episódio de Steven Spielberg em Amazing Stories. Além do mais, Bird foi co-escritor do screenplay do filme de ação *batteries not included.
Depois de dirigir tantos filmes de animação, Bird dirigiu o quarto filme da série Missão Impossível com Tom Cruise e dirigirá um suspense sobre o garoto que perde o pai, e investiga o caso sozinho, logo ele descobre que o assassinato de seu pai foi armado a anos, o filme se chama 1906.

## Trabalhos

### Filmes
| Ano  | Filme                                | Notas                                 | Prêmios |
| ---- | ------------------------------------ | ------------------------------------- | --- |
| 1980 | Animalyimpics                        | Animador                              | |
| 1981 | The Fox and the Hound                | Animador                              | |
| 1982 | The Plague Dogs                      | Animador                              | |
| 1987 | *batteries not included              | Escritor                              | |
| 1999 | The Iron Giant                       | Diretor Escritor Animador             | BAFTA de Melhor Filme de Animação Annie Award de Melhor Direção de Animação Annie Award de Melhor Roteiro Los Angeles Film Critics Association Award Hugo Award de Melhor Dramatização |
| 2004 | The Incredibles                      | Diretor Escritor Dublador (Edna Moda) | Oscar de melhor filme de animação Annie Award de Melhor Voz Annie Award de Melhor Roteiro Annie Award de Melhor Filme de Animação Saturn Award de Melhor Roteiro Los Angeles Film Critics Association Award Hugo Award de Melhor Dramatização London Critics Circle Film Awards de Melhor Roteiro do Ano |
| 2007 | Ratatouille                          | Diretor                               | Oscar de melhor filme de animação Annie Award de melhor filme de animação Annie Award de melhor roteiro Saturn Award de melhor roteiro BAFTA de melhor filme de animação Chicago Film Critics Association Award de Melhor Roteiro Original                                                               |
| 2011 | Mission: Impossible - Ghost Protocol | Diretor                               | Indicado - Saturn Award de Melhor Diretor |
| 2015 | Tomorrowland                         | Diretor                               | |
| 2018 | The Incredibles 2                    | Diretor Escritor Dublador(Edna Moda)  | |

### Prêmios Honorários
- 2010 - Annie Award Honorário